# Concierto Ebony (Stravinsky)

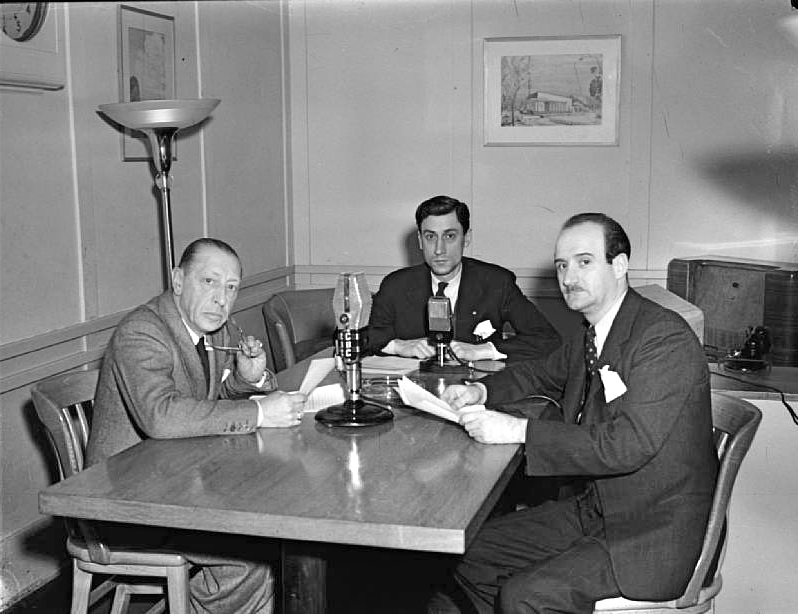
Stravinsky (izquierda) en 1945.

El concierto negro o "de ébano" ("Ebony Concerto" en inglés) de Igor Stravinsky es un concierto para clarinete escrito en 1945 para ser interpretado por First Herd, la banda de jazz de Woody Herman. Es una en una serie de composiciones encargadas por el líder de la banda y clarinetista, a quien Stravinsky dedicó la partitura. Se estrenó el 25 de marzo de 1946 en el Carnegie Hall de Nueva York, bajo la batuta de Walter Hendl.

## Historia

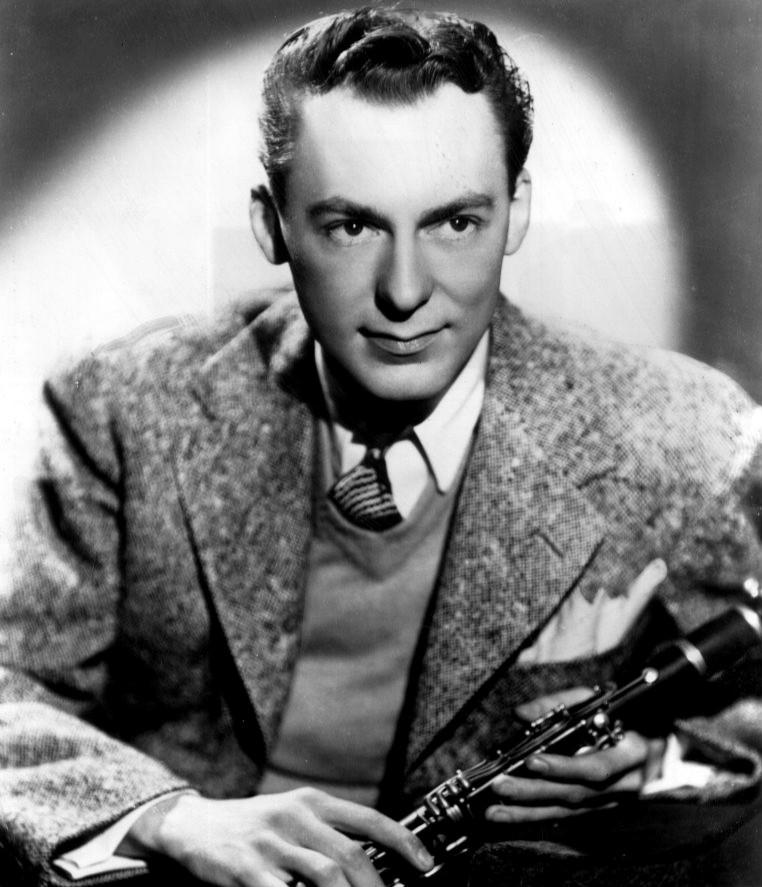
Woody Herman en 1949

La relación de Stravinsky con el jazz se remonta a los últimos años de la Primera Guerra Mundial. Los trabajos más representativos de esta categoría comprenden L'histoire du soldat, el Ragtime para once instrumentos, y Piano-Rag-Music. A pesar de que rastros de elementos de jazz, especialmente blues y boogie-woogie, pueden ser encontrados en su música durante los 1920s y 1930s; no fue sino hasta Concierto Negro que una vez más escribió una obra de gran envergadura en el lenguaje del jazz. El título fue originalmente sugerido a Stravinsky por Aaron Goldmark, de la Leeds Music Corporation, quién había negociado la comisión y sugirió la forma que debía tomar. El compositor explicó que su título no se refiere a la madera del clarinete, sino a África, porque "los intérpretes de jazz que más admiraba en esa época eran Art Tatum, Charlie Parker y el guitarrista Charles Christian. Y el blues para mí significó cultura africana."
Stravinsky decidió crear una versión de jazz de un concierto grosso, con un blues durante el movimiento lento. Comenzó a escuchar grabaciones de la banda de Herman (si es que no lo había hecho ya) y llegó a consultar a un saxofonista para aprender la digitación del instrumento. El proyecto casi muere cuándo en septiembre de 1945 se publicó un rumor de que Stravinsky y Herman estaban colaborando. Stravinsky se retiró del acuerdo hasta que su abogado, Aaron Sapiro, lo convenció de la irrelevancia de la historia. Los primeros dos movimientos fueron entregados a Herman el 22 de noviembre de 1945, y el finale siguió hacia el 10 diciembre. En febrero de 1946 el compositor escogió a Walter Hendl, director asistente de la Nueva York Philharmonic, para conducir el estreno en el auditorio Carnegie el mes siguiente, pero Stravinsky ya había ensayado antes con la banda en el teatro Primordial de Nueva York donde normalmente se presentaban.
Herman encontró el solo espeluznantemente difícil, y sintió que Stravinsky no había adaptado su estilo al de la banda. En cambio, "escribió puro Stravinsky". La banda se mostró incomoda en un inicio. "Después del primerísimo ensayo, en el que todos estábamos  tan avergonzados que casi llorábamos porque nadie podía leer, él [Stravinsky] se acercó y poniendo su brazo a mi alrededor dijo: 'Ah!, qué familia tan bonita tienes.'"

## Instrumentación
El Concierto de ébano está escrito para clarinete en Si bemol y banda de jazz con la siguiente configuración: dos saxofones altos en Mi bemol, dos saxofones tenores en Si bemol, un saxofón barítono en Mi bemol, tres clarinetes en Si bemol (imitados por saxofones tenor y altos primero y segundo), clarinete grave en Si bemol (imitado por un saxofón segundo tenor), corno en Fa, cinco trompetas en Sí bemol, tres trombones, piano, arpa, guitarra, contrabajo, y batería.
El corno y el arpa fueron adiciones a la cuadrilla normal de Herman. El plan original de Stravinsky era incluir un oboe también, pero este instrumento no sobrevivió hasta la versión final de las partituras.

## Movimientos
1. Allegro moderato  = 88
2. Andante  = 84
3. Moderato  = 84. Con moto  = 132

## Análisis
El primer movimiento está en la tonalidad de Si bemol mayor y se apega a la forma sonata. Contiene un segundo tema en Mi bemol mayor. El segundo movimiento es un blues que va de Fa menor a mayor. El finale sigue la forma de tema y variaciones con coda. La variación final, marcada como "Vivo", exhibe al clarinete en su última muestra de virtuosismo.
Entre las composiciones de Stravinsky utilizando forma de variación, el concierto es inusual por varias razones. Primero, emplea esta forma hasta el último movimiento. Segundo, el movimiento de variación empieza termina en la misma tonalidad (normal para otros compositores, pero no Stravinsky, quién sólo sigue la práctica en otra composición: la sonata para dos pianos). Tercero, la segunda variación literalmente repite el tema melódico, funcionando como una forma de recapitulación y sugiriendo elementos de rondó.

## Grabaciones
El 4 de noviembre de 1945 en pleno desarrollo de la composición  Stravinsky escribió una carta a Nadia Boulanger describiendo su progreso así como sus planes de hacer una grabación con la banda de Herman en febrero de 1946. Esta sesión de registro terminó siendo aplazada. pero en aquel tiempo, Stravinsky previó lanzamiento en un disco de 78-rpm con los primeros dos movimientos por un lado y el final por el otro. Esperaba que los movimientos cupieran respectivamente en dos y medio, dos y tres minutos.
El 19 de agosto de 1946, el día después de su presentación en emisión nacional, Herman y Stravinsky grabaron el concierto en Hollywood, California. Stravinsky pensó que los músicos de jazz pasarían un mal tiempo descifrando las varias métricas de compás. Pasaría otro década antes de que Dave Brubeck introdujera compases inusuales a la práctica de jazz: virtualmente todo el jazz se tocaba a 4/4 en ese entonces. El saxofonista Flip Phillips dijo que "durante el ensayo [...]  Había un pasaje en el que tenía que tocar y  lo lo hacía silenciosamente, a lo que Stravinsky dijo, 'Tócalo, aquí estoy!' Soplé más fuerte y  me envió un beso!'" Al final de los 1950s Herman hizo una segunda grabación, ahora en stereo, en el estudio de grabación Belock en Bayside Nueva York, llamándola una "una pieza muy delicada y muy triste".
Stravinsky volvió a grabarlo el 27 de abril de 1965 con Benny Goodman y el Columbia Jazz Ensemble; tal vez en el estudio de la CBS de la calle 30 en Nueva York, o posiblemente en Hollywood. Una comparación de un relanzamiento en CD de esta grabación (CBS MK 42227) en comparación con la versión emitida en 2007 dentro de los Trabajos de Igor Stravinsky (Sony Classical 88697103112) sugiere que, aunque ambas presentan un balance extraño, la nueva mezcla redujo la claridad de la grabación, resultando en una versión en el que "el agraciado solista parece esfumarse gradualmente del reflector".
Otros directores quienes han grabado este trabajo son Pierre Boulez (1982), Simon Rattle (1987), Vladimir Ashkenazy (1992), y Michael Tilson Thomas (1998).

## Ballet
En 1957 el coreógrafo Alan Carter utilizó el Concierto negro (junto con Polka circo, Fireworks, y Oda; también de Stravinsky) para acompañar un ballet titulado Feuilleton, el cual se bailó en el Bayerische Staatsoper en Múnich.[20] En 1960 el concierto fue utilizado para una producción de ballet por el Ballet de Ciudad de la Nueva York, con coreografía de John Taras y décor de David Henos.